# 第23回ニューヨーク映画批評家オンライン賞
23rd NYFCO Awards

2023年12月15日

作品賞: 

キラーズ・オブ・ザ・フラワームーン
第23回ニューヨーク映画批評家オンライン賞（だい23かいニューヨークえいがひひょうかオンラインしょう）は2023年の映画を対象としており、2023年12月15日に発表された。

## 受賞一覧

### 作品賞トップ10
※1位以外は原題のアルファベット順
- 1位 ：『キラーズ・オブ・ザ・フラワームーン』
  - 『アメリカン・フィクション』
  - 『落下の解剖学』
  - 『ホールドオーバーズ 置いてけぼりのホリディ』
  - 『キラーズ・オブ・ザ・フラワームーン』
  - 『マエストロ: その音楽と愛と』
  - 『メイ・ディセンバー ゆれる真実』
  - 『オッペンハイマー』
  - 『パスト ライブス/再会』
  - 『スパイダーマン:アクロス・ザ・スパイダーバース』

### 監督賞
- クリストファー・ノーラン - 『オッペンハイマー』

### 主演男優賞
- キリアン・マーフィー - 『オッペンハイマー』

### 主演女優賞
- ザンドラ・ヒュラー - 『落下の解剖学』

### 助演男優賞
- マーク・ラファロ - 『哀れなるものたち』

### 助演女優賞
- ダヴァイン・ジョイ・ランドルフ - 『ホールドオーバーズ 置いてけぼりのホリディ』

### アンサンブル演技賞
- 『オッペンハイマー』

### 脚本賞
- ジュスティーヌ・トリエ、アルチュール・アラリ（英語版） - 『落下の解剖学』

### ブレイクスルー演技賞
- チャールズ・メルトン - 『メイ・ディセンバー ゆれる真実』

### 新人監督賞
- セリーヌ・ソン - 『パスト ライブス/再会』

### 撮影賞
- ホイテ・ヴァン・ホイテマ - 『オッペンハイマー』

### 音楽賞
- 『バービー』

### アニメ映画賞
- 『スパイダーマン:アクロス・ザ・スパイダーバース』

### 外国語映画賞
- 『落下の解剖学』 フランス

### ドキュメンタリー映画賞
- 『The Eternal Memory』